# HSS Media
HSS Media Ab är ett medieföretag i Vasa i Österbotten. HSS Media utger dagstidningarna Vasabladet, Österbottens Tidning och Syd-Österbotten. 
Tidningarnas sammanlagda upplaga är nästan 33 000 exemplar och omsättningen cirka 17,5 miljoner euro. Antalet anställda personer i bolaget är ca 115, på fem orter i Österbotten; Karleby, Jakobstad, Vasa, Närpes och Kristinestad.
HSS Media-bolagen Ab ägs av Harry Schaumans stiftelse.